# Ріг
Ріг (лат. cornu) — тверде скостеніле або рогове утворення на черепі деяких ссавців. Роги були наявні також у деяких вимерлих плазунів (наприклад, у рогатих динозаврів). Розрізняють парні й непарні роги.

## Загальний опис
Непарні роги носорогів містяться на носових і лобних кістках. У носорогів роги являють собою конічні потовщення ороговілого епідермісу, тобто шкіряні утворення на носових або лобних шкіряних виростах.
В інших копитних парні роги мають кісткові стрижні (т.з. спиці), які зростаються з лобною кісткою. Вони розвиваються за участі особливого шкіряного скостеніння (os cornu). У порожнисторогих парні роги — кісткові стрижні, які зовні одягнені порожнистими роговими чохлами. Ростуть протягом усього життя тварини (у вилорога періодично спадають; у жирафів роги одягнені м'якою шкірою, вкритою шерстю; у оленів тільки молоді роги одягнені у м'яку шкіру (панти), пізніше вона відпадає). Олені, у яких роги мають тільки самці (у північного оленя — також самиці), періодично скидають їх. Розгалуженість рогів з віком збільшується.
У багатьох ссавців роги є і в самців, і в самок; слугують для захисту. У самців багатьох видів роги є також «турнірною» зброєю у боротьбі за самицю.

## Використання людиною
Людина здавна використовувала роги різних тварин. Роговий чохол використовується для виготовлення різноманітних виробів: кубків, порохівниць, табакерок тощо, а також для інкрустацій. Кісткову частину рогів використовують для отримання кісткового жиру, кісткового борошна, клею. З ростучих нескостенілих рогів (пантів) плямистого і благородного оленів виготовляють пантокрин.

## Галерея

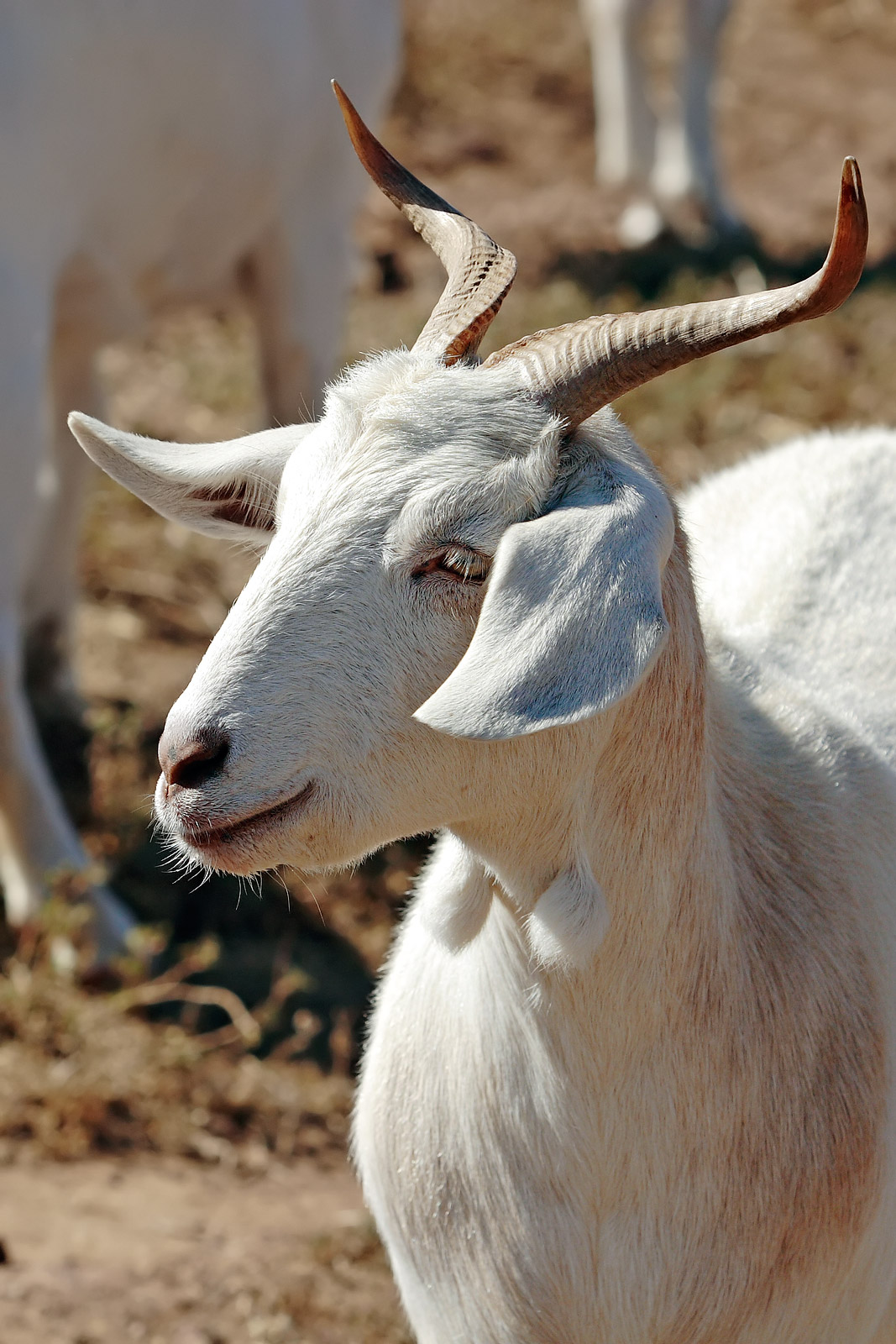
Роги кози
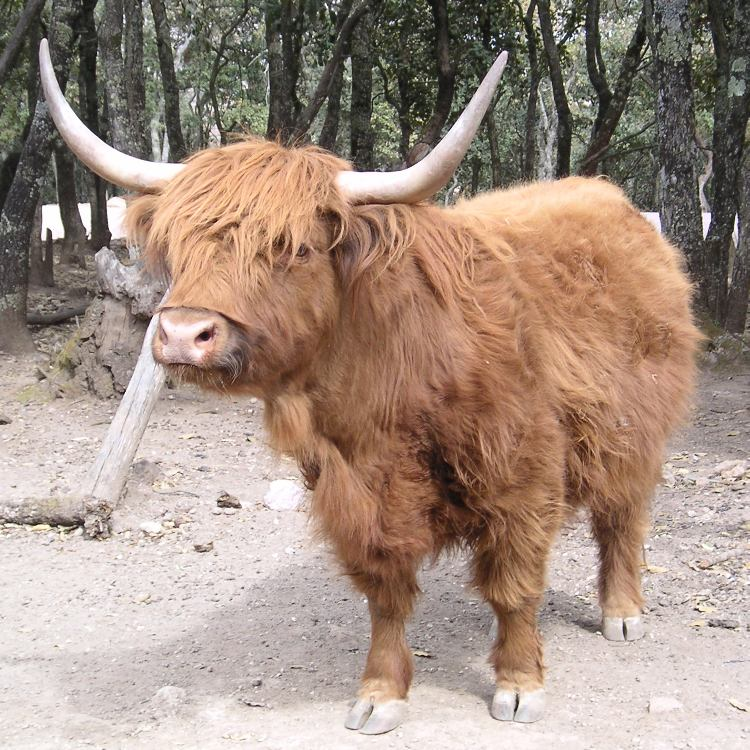
Роги шотландського бика
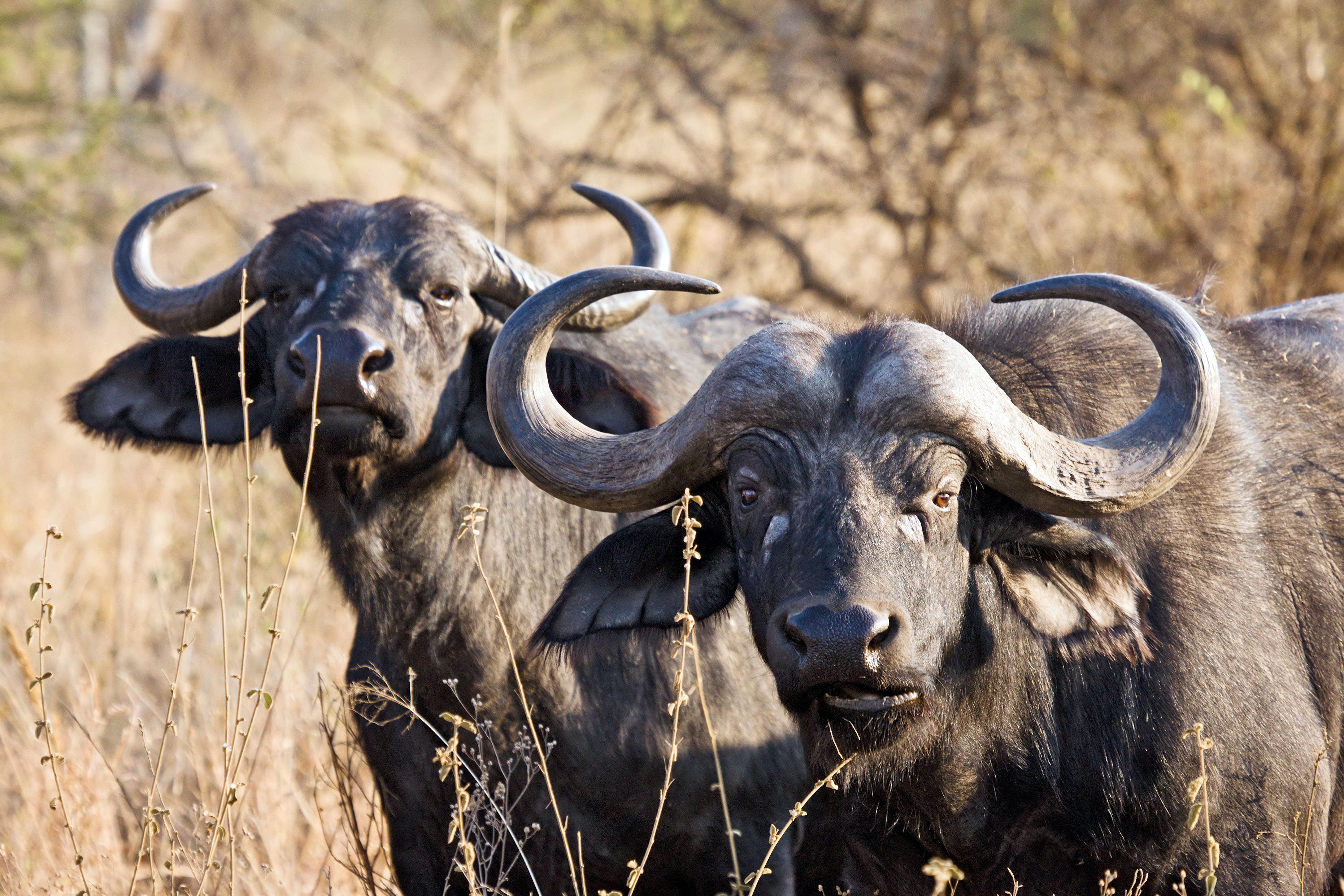
У африканського буйвола роги мають як самці, так і самиці
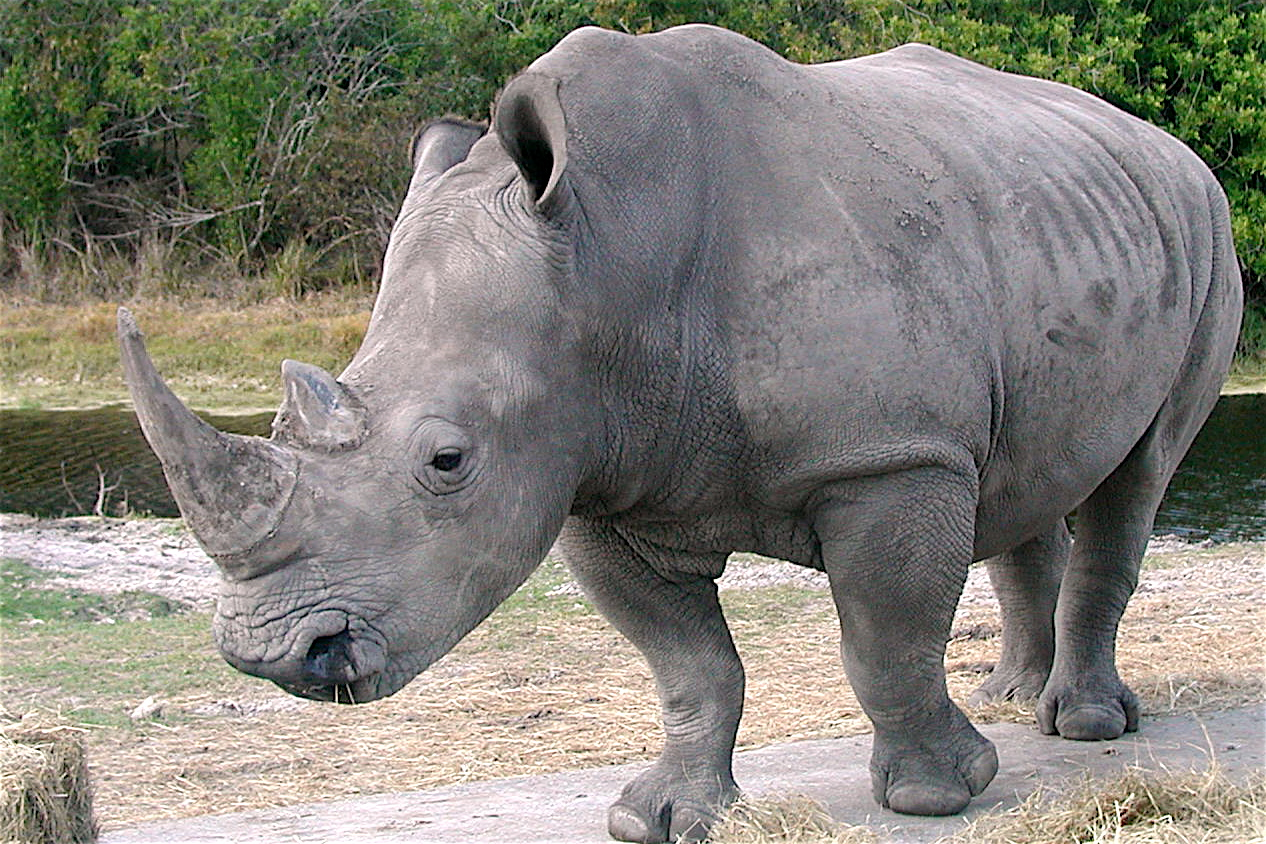
Носоріг має непарні роги
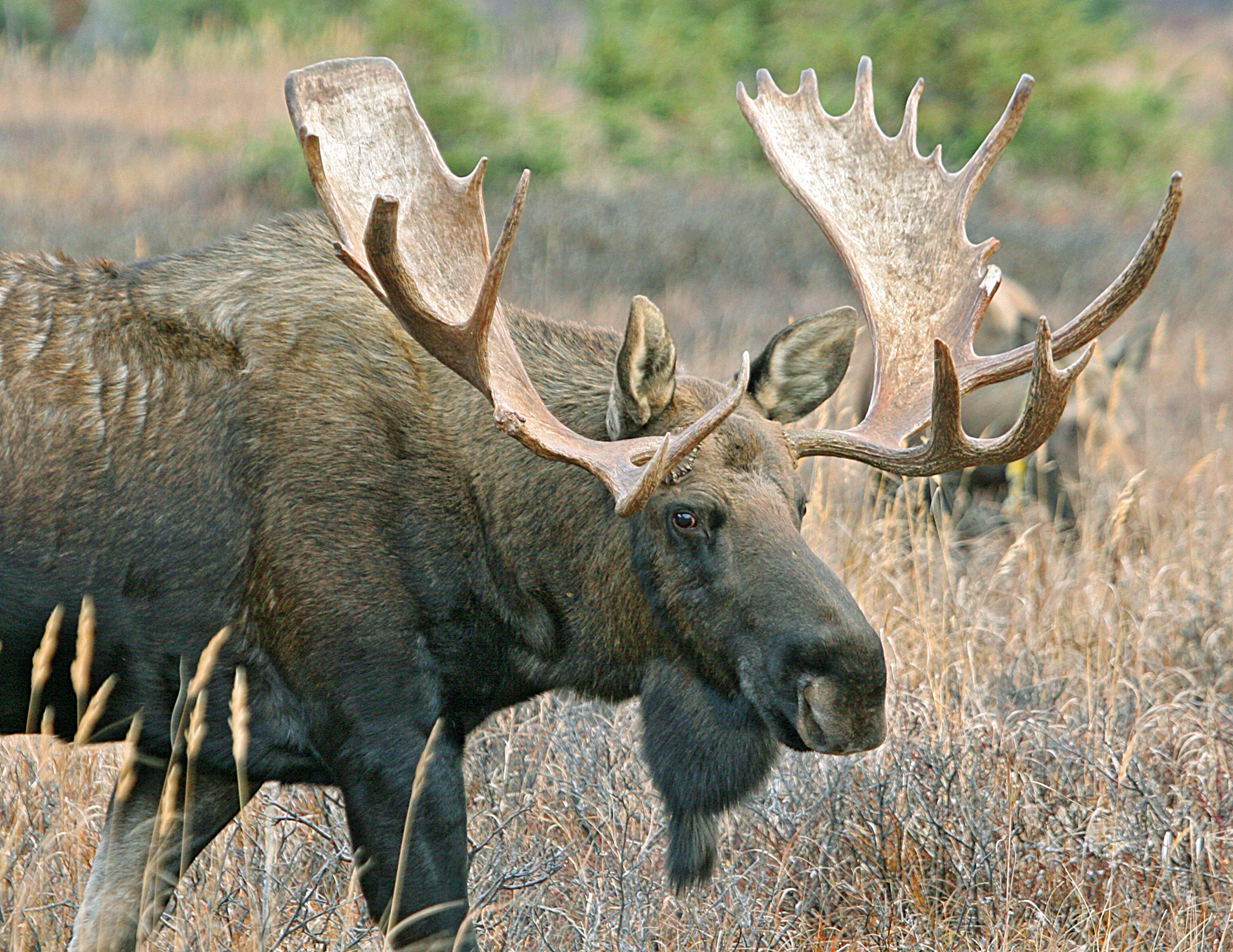
Роги лося
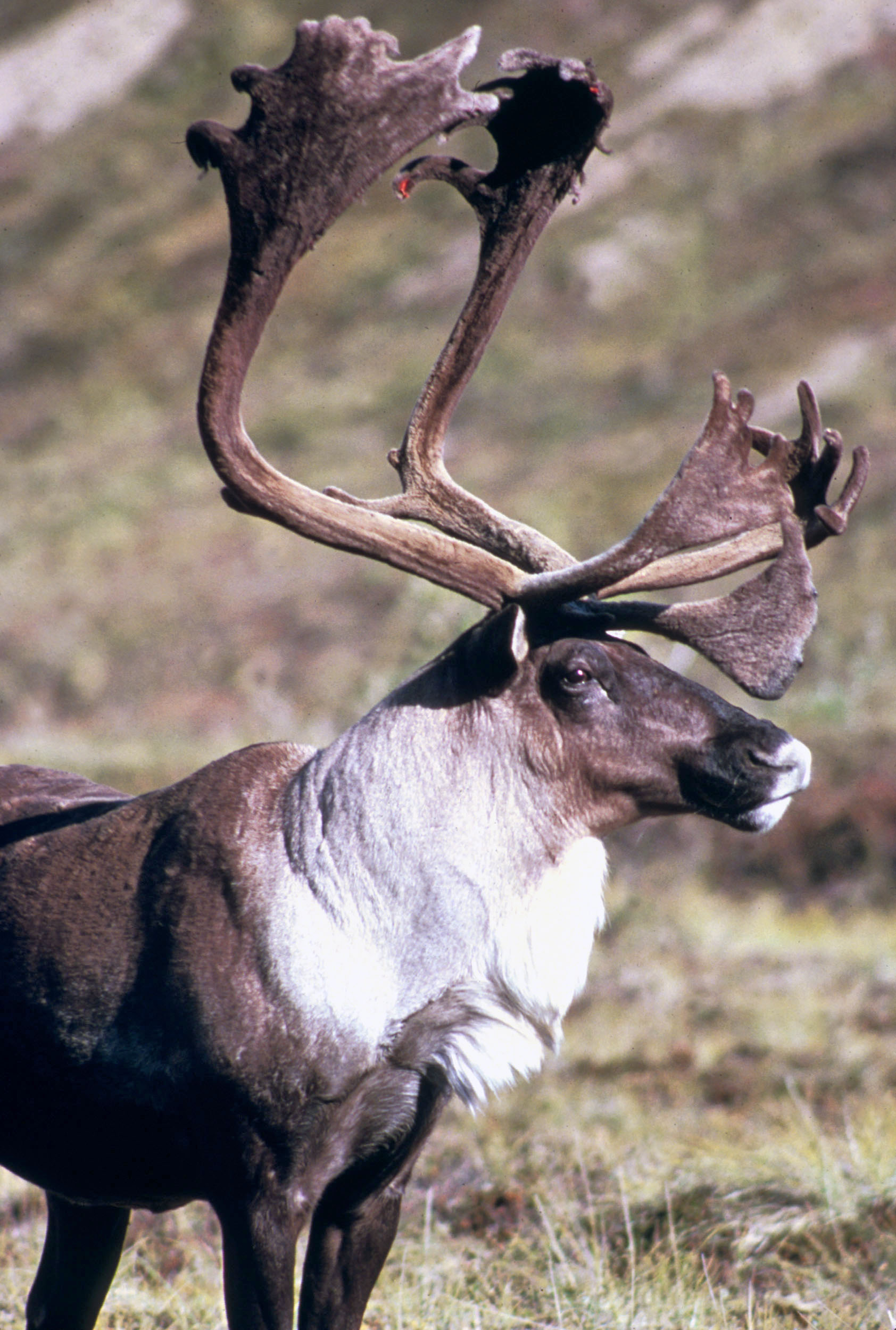
Дорослий самець північного оленя
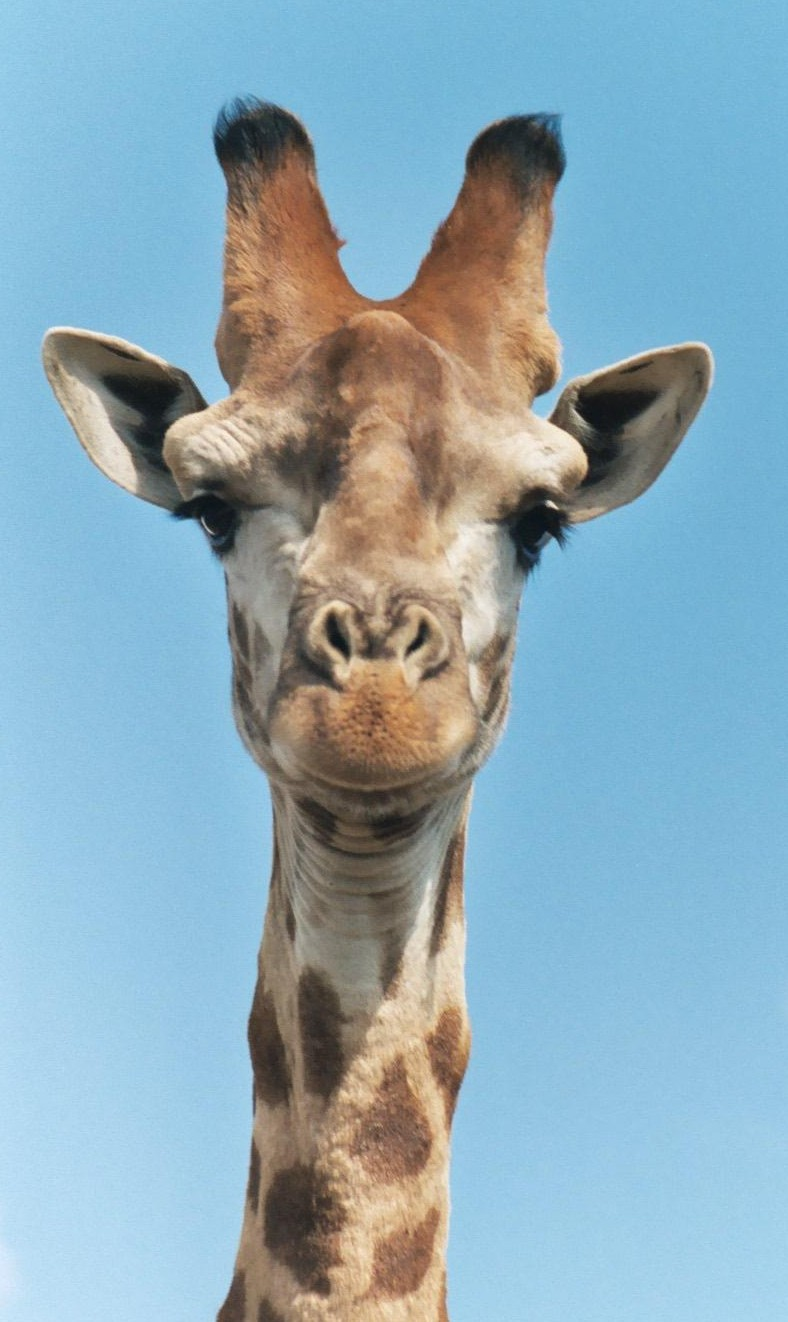
Роги жирафа
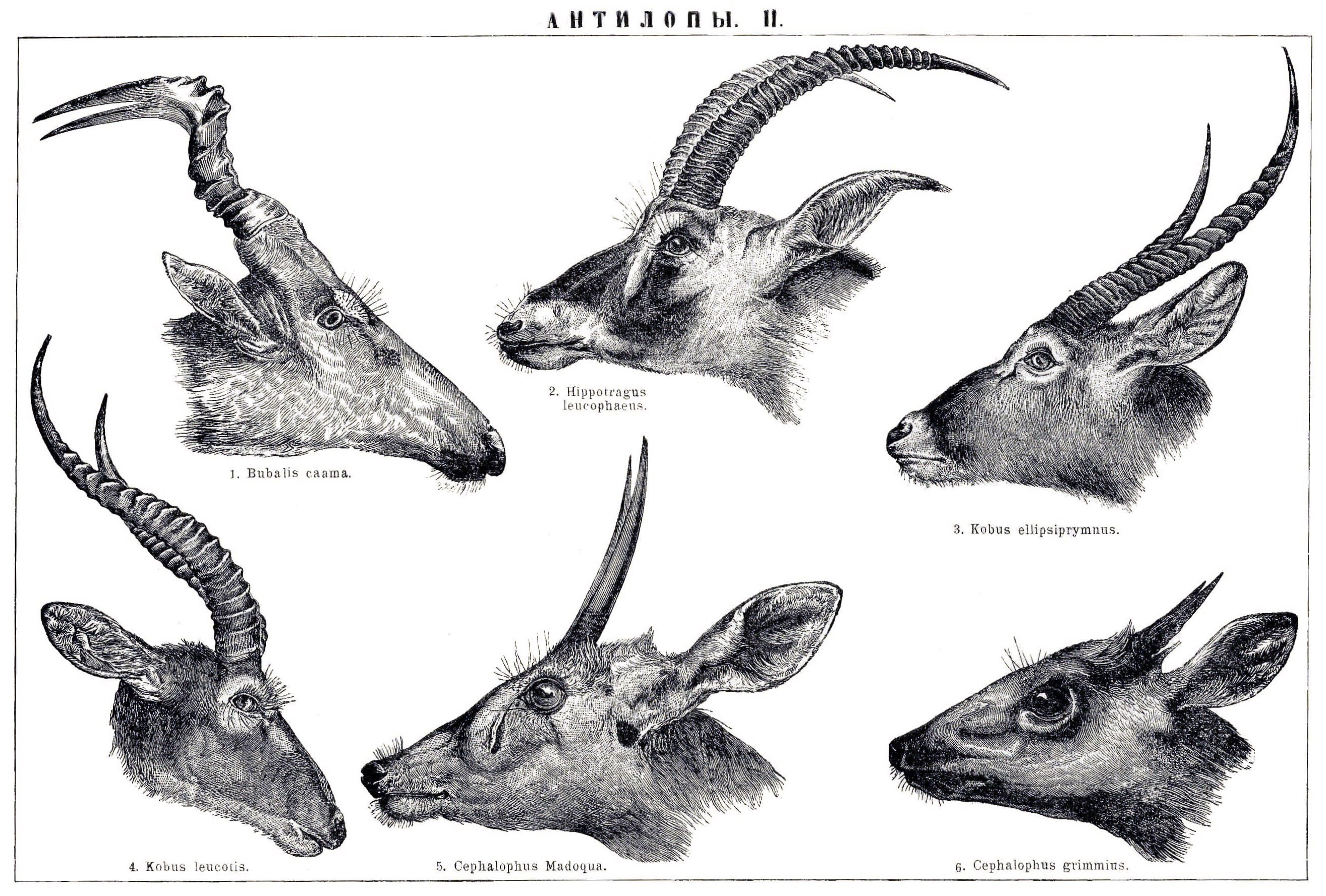
Роги антилоп